# Слухови нарушения

## Причини и лечение
Съществуват четири типа слухови нарушения: кондуктивни, сензорно-невронни, смесени и централни.
Кондуктивните слухови нарушения са причинени от заболявания или нарушения на външното или средното ухо. Слухът на човек с кондуктивни слухови нарушения обикновено може да бъде подобрен чрез слухови апарати или чрез медикаментозна или хирургическа помощ.
Сензорно-невронните слухови нарушения са причинени от увреждане на деликатните клетки на вътрешното ухо. Дори и с апаратура, усилваща нивото на звука, човек със сензорно-невронни слухови нарушения може да долавя изкривени звуци, което прави понякога успешното използване на слухови апарати невъзможно.
Смесени слухови нарушения се свързват с комбинация на кондуктивни и сензорно-невронни нарушения и означават, че проблемът е както във външното, така и във вътрешното ухо.
Централни слухови нарушения се свързват с нарушения на централната нервна система: нарушения на нервните пътища водещи към мозъка или на самия мозък.
Специалната педагогика и слуховите нарушения
Слуховите нарушения или глухотата не се отразвята на интелектуалното ниво или на обучителните способности на човека. Обаче глухи ученици или такива със слухови нарушения изискват някои специални форми на обучение. Такива форми включват:
1. Говорни и езикови тренировки със специалист
2. Слухови апарати
3. Използване на езика на глухо-немите
4. Разчитане по устните
5. Разполагане на учениците на специални места в класната стая, така че да могат да четат по устните на говорещия
6. Осигуряване на видео-материали със субтитри
7. Осигуряване на човек, който да води бележки за учениците със слухови увреждани

За учениците със слухови нарушения е много по-трудно да обогатяват речника си, да усвояват граматиката и другите аспекти на вербалната комуникация. За глухите ученици или за тези със сериозни слухови нарушения ранното и системно използване на езика на глухонемите може да им помогне да намалят закъснението в езиковото обучение.
Учениците със слухови нарушения използват вербални или невербални варианти на комуникирането или комбинация от двата, за да учат. Вербалната комуникация включва говор, четене по устните и употребата на остатъчен слух. Невербалната комуникация се осъществява чрез ръцете с помощта на езика на глухонемите. Тоталната комуникация, предпочитан метод от специалистите, е комбинация от вербалния и невербалния метод. След като по-голямата част от глухите деца /повече от 90 %/ са родени от родители с нормален слух, програмите за специално обучение трябва да предлагат също така инструкции за родители и братя и сестри. 